# Marija Nikolajewna Androssowa-Ionowa
Marija Nikolajewna Androssowa-Ionowa, geboren Androssowa, (russisch Мария Николаевна Андросова-Ионова; * 14. Oktoberjul. / 26. Oktober 1864greg. in der Siedlung Igideiski II, Oblast Jakutien; † 1941 in Taschkent) war eine russische bzw. sowjetische Folkloristin jakutischer Herkunft.

## Leben
Androssowa verwaiste früh und wuchs beim Großvater auf. Sie heiratete 1883 den verbannten Volkswille-Aktivisten Wsewolod Michailowitsch Ionow, der sie ermunterte, Dinge der jakutischen Folklore zu sammeln.
Androssowa verfasste 1893–1894 das jakutische Oloncho (Heldenepos) über den Greis Kjul-Kjul Bjogjo und die Greisin Silirikan und weitere Olonchos, die sie auch selbst als Volkssängerin vortrug. Veröffentlicht wurden sie von Edward Piekarski, der als Verbannter in Igideiski I lebte und die Jakutische Sprache studierte. Er schuf auch ein jakutisches Fundamentalwörterbuch, bei dessen Erstellung sie ihm eine wesentliche Hilfe war.
Ab 1899 lebte Androssowa in Jakutsk und von 1910 bis zur Oktoberrevolution 1917 in St. Petersburg/Petrograd. Während des Bürgerkriegs war sie in Kiew.
Androssowa kehrte 1922 nach Petrograd zurück und arbeitete bis 1930 im Kunstkammer-Museum für Anthropologie und Ethnographie der Akademie der Wissenschaften der UdSSR. Sie beteiligte sich an den Expeditionen der Akademie der Wissenschaften in den Rajons Njurba und Wiljuisk der Jakutischen Autonomen Sozialistischen Sowjetrepublik.
Androssowa hatte vier Kinder, von denen zwei Söhne im Kindesalter starben. Ihre ältere Tochter Ljudmila wurde 1924 in Leningrad verhaftet und zu drei Jahren Lagerhaft verurteilt, dann wieder verhaftet und nach Sibirien verbannt und während des Großen Terrors im Oktober 1937 verhaftet und vier Wochen später verurteilt und sofort erschossen (Rehabilitierung 1957). Die jüngere Tochter Olga wurde Historikerin.
Zuletzt lebte Androssowa in Moskau. Zu Beginn des Deutschen Angriffskriegs gegen die Sowjetunion wurde sie aus Moskau evakuiert und starb 1941 in Taschkent.

## Ehrungen, Preise
- Goldmedaille der Staatlichen Geographischen Gesellschaft (1925)[2][3]